# كهيفات

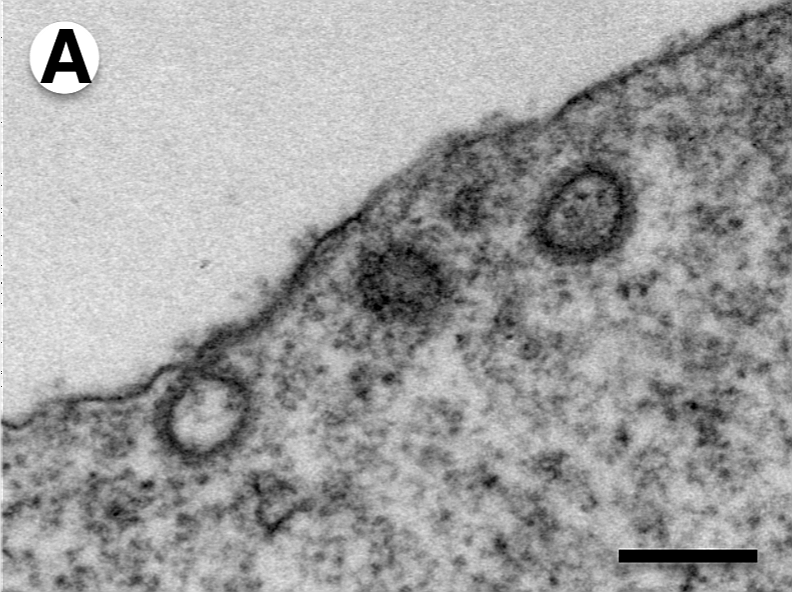

في علم الأحياء؛ غطاء الحويصلات أو كهيفات جمع كهيف هي (كلمة لاتينية تعني الكهوف الصغيرة، مفردها، caveola)، وهو نوع خاص من الليبيدات العائمة وهي عبارة عن انبعاجات صغيرة في الغشاء السيتوبلازمي (50-100 نانومتر) توجد في العديد من أنواع الخلايا الفقارية، خاصة في الخلايا البطانية والخلايا الشحمية.
توجد هذه الهياكل على شكل وعاء غني بالبروتينات كما أنها غنية بالدهون مثل الكوليسترول والدهون الإسفنجية. كما تمتلك العديد من الوظائف في نقل الإشارة. يعتقد أيضاً أنها تلعب دوراً في البلعمة، أو تكون الورم، وبلعمة البكتيريا المسببة للأمراض وبعض الفيروسات.

## أغطية الحويصلات
صيانة وتشكل غطاء الحويصلات يعود إلى 21 نوع من بروتين الكافيول. وهناك ثلاثة جينات متشابهة للكافيولين تظهر في خلايا الثديات Cav1 وCav2 وCav3.،هذه البروتينات تمتلك بنية مشتركة: النهاية ن-الطرفية السايتوبلازمية مع المجال، وغشاء على شكل مشبك طويل المجال والنهاية س-الطرفية السايتوبلازمية مع المجال.
تتكون أغطية الحويصلات على شكل المونومرات وتنتقل إلى جهاز غولجي. ومن خلال انتقال هذه الجزيئات المتسلسة أثناء المسار الافرازي، فإن الكافيول يرتبط مع اللبيدات العائمة لتشكل البولميرات من (14-16) جزيء وتشكل هذه البولميرات الكافيولية غطاء الحويصلة.حيث أن وجود غطاء الحويصلة يؤدي إلى تغيير محلي في شكل الغشاء.

## بلعمة غطاء الحويصلة
الكافيول هو نوع من الكلاثرين -عوائم مستقلة- معتمدة البلعمة. قدرة غطاء الحويصلة على البلمرة يعود مجالات البلمرة تلك الضرورية لتشكيل بلعمة الحويصلة الكافيولية. عملية البلمرة تؤدي إلى تشكيل اغطية حويصلية غنية بالمجالات الصغيرة في غشاء الحويصلة البلازمي.فإن ارتفاع مستوى الكولسترول والدخول في مجال التدعيم لغطاء الحويصلة لبلازما الغشاء يؤدي إلى التوسع في الانبعاج الكافيولي وتكون بلعمة الحويصلة.
اندماج غطاء الحويصلة مع غشاء البلازما ومن ثم التوسط بوساطة «دينامين GTPase الثاني» الذي هو متموقع في رقبة الحويصلة المتبرعمة.وبالتالي فإن تحرر غطاء الحويصلة يسمح بالاندماج مع الإندوسوم القريب.
الإندوسوم هو عبارة عم حجرة معتدلة الرقم الهيدروجيني، لا تمتلك إشارات الإندسوم القريب، ومع ذلك، تحتوي على جزيئات من جزيائات مدخلة بوساطة عملية بلعمة الغطاء الحويصلي.
يستخدم هذا النوع من البلعمة على سبيل المثال لـِ ترانسسيتوسيس الزلال في خلايا البطانة أو دخول مستقبلات الأنسولين في الخلايا الشحمية الأولى.

## وظائف أخرى لغطاء الحويصلة
- بعض مسببات الأمراض تستخدم غطاء الحويصلة للدخول إلى الخلايا المستهدفة حتى لا تتعرض للتحلل من قبل الأجسام الحالة. مع ذلك، هناك أنواع من البكتيريا لا تستخدم غطاء الحويصلة النموذجي بل تستخدم فقط الغطاء الحويصلي في الغشاء البلازمي. مسببات الأمراض التي تستخدم طريقة التحوصل هذه تضم فايروسات مثل (SV40) والفيروسات التورامية (polyoma virus) والبكتيريا القولونية (Escherichia coli)
- يلعب الغطاء الحويصلي أيضاً دوراً في في الإشارات الخلوية.يرتبط الغطاء الحويصلي مع جزيئات تحمل الإشارة للخلية على محيطه الخارجي وهكذا تنظم نقل الإشارات.
- أيضاً، يشارك الغطاء الحويصلي في تنظيم القنوات وإشارات الكالسيوم، كما أنه يشارك في تنظيم الليبدات مثل الكوليسترول والاحماض الدهنية.
- يمكن أن يخدم أيضاً كأجهزة إستشعار في العديد من أنواع الخلايا، مثل الخلايا البطانية. التعرض المزمن للمحفزات يؤدي إلى زيادة في تركيز الغطاء الحويصلي (Cav 1) في الغشاء البلازمي مما يؤدي إلى إعادة تشكيل الأوعية الدموية.أما في خلايا العضلات الملساء فهو يلعب دوراً في استشعار التمدد مما يحفز تقدم دورة الخلية.